# 황금두꺼비
황금두꺼비(영어: golden toad, 학명: Incilius periglenes)는 개구리목에 속한 두꺼비이다. 코스타리카의 고유종이었지만 현재 멸종되었다.
황금두꺼비는 한때 코스타리카 몬테베르데 시 북쪽 지역의 약 4제곱킬로미터(1.5제곱마일)의 작은 고지대에 풍부했던 멸종된 두꺼비 종이다. 이 두꺼비는 1966년 파충류학자인 제이 새비지(Jay Savage)에 의해 처음 기술되었다. 수컷 황금두꺼비는 1989년 5월 15일에 마지막으로 목격되었으며, 이후 국제자연보전연맹(IUCN)에 의해 멸종된 것으로 분류되었다.

## 형태
몸길이가 수컷의 경우 4.1~4.8cm, 암컷의 경우 4.7~5.4cm이다. 뒷면에는 발달하지 않은 약간의 융기가 있고, 융기에는 검고 작은 가시가 있다. 몸 측면에는 이러한 융기가 없다. 수컷은 뒷면의 몸 색이 빨간색이나 주황색을 띈다. 암컷은 뒷면의 몸 색깔이 흑갈색이나 황갈색으로 노란색 테두리가 있는 붉은 반점이 있다. 배 부분의 색깔은 연두색이나 담황색으로 검은색이나 빨간색의 얼룩무늬가 들어가는 개체가 많다.

## 같이 보기
- 홀로세 멸종